# Dhodasain
Dhodasain (nep. धोदासाइं) – gaun wikas samiti w zachodniej części Nepalu w strefie Seti w dystrykcie Achham. Według nepalskiego spisu powszechnego z 2011 roku liczył on 848 gospodarstw domowych i 4782 mieszkańców (2478 kobiet i 2304 mężczyzn).